# Pierre Verbeke
Pour les articles homonymes, voir Verbeke.
Pierre Verbeke  (Ostende, 30 septembre 1895 - Ostende, 26 février 1962) est un peintre paysagiste belge et un peintre de marines, spécialiste des tableaux représentant la mouvement de la mer, ses bateaux et le rude travail des pêcheurs.

## Biographie
Pierre-Albert Verbeke, né en 1895, est le fils d'Henri Verbeke, peintre originaire de Kortemark, et de Marie Léontine De Kegel. Il était marié avec Marthe Van Hoecke avec qui il a eu un fils.
Avant la Première Guerre mondiale il reçoit une formation artistique à l'Académie des beaux-arts d'Ostende où il est l'élève d'Henri Permeke, Pierre Raoux et Flori Van Acker. Après la Première Guerre mondiale, il fréquente l'Académie des beaux-arts de Bruges et l'Académie des beaux-arts d'Anvers, où il a Julien De Vriendt comme principal maître d'apprentissage, puis, pour terminer ses études, il se rend à Paris.
Il expose ensuite ses œuvres notamment à Anvers, Bruxelles, Luxembourg, Paris et Zürich.
Il est par définition le peintre de la mer, de ses bateaux et des pêcheurs qu'il représente de manière traditionnelle. Il peint des marines, des vues du port, des scènes de pêche et des paysages. Il s'efforce à montrer le jeu des nuages et des vagues écumantes en les traitant avec une touche d'impressionnisme.

## Sélection d'œuvres
- Au 52e salon d'Ostende (janvier 1935) :
  - Barques ;
  - Chaloupes ;
  - Marée basse ;
  - Petite ferme.
- Exposition au Kursaal d'Ostende (1955) : Le mousse .
- s.d. : Charrette attelée ;
- s.d. : Barque et pêcheurs ;
- s.d. : Bateaux de pêche au port ;
- s.d. : Les marins à quai tirant sur le bout ;
- s.d. : Chaloupe à Ostende ;
- s.d. : La régate ;
- s.d. : Pêcheurs au travail.